# 4. Sinfonie (Schostakowitsch)
Die Sinfonie Nr. 4 in c-Moll (Opus 43) von Dmitri Schostakowitsch wurde 1934 begonnen. Es kann vermutet werden, dass Schostakowitsch diese Symphonie als Archetypen der Symphonie im sozialistischen Realismus konzipierte (was ihm später auch mit seiner fünften Symphonie gelang), da diese Gattung im Kontext der Zeit noch nicht existierte. Er war jedoch mit den ursprünglichen Ideen für seine vierte Sinfonie unzufrieden und verwarf sein anfängliches Werk. Im September 1935 begann er erneut an der Sinfonie zu arbeiten und vervollständigte sie im Mai 1936.

## Geschichte
Die Entstehung des Werkes fiel in eine Zeit, in der eine neue Kulturpolitik in der Sowjetunion das Paradigma des Sozialistischen Realismus festigen sollte. Da es zu dieser Zeit noch keine Werke gab, die dieses Paradigma erfüllten, galt es als gesellschaftliche Aufgabe, einen neuen Archetyp der Sinfonie zu entwickeln. Um diesem Ziel gerecht zu werden, wurden allerhand Beispiele gesucht, an denen es sich zu orientieren galt. So propagierte beispielsweise Aleksandr Ostretsov im Februar 1935, dass die Sinfonie als Gattung „in sich selbst ein Maximum an Stärke, ideologischer Tiefe und Klarheit in der Vermittlung bestimmter, vitaler Inhalte“ beinhalten muss. Iwan Sollertinsky, der Schostakowitsch nachhaltig beeinflusste, betrachtete die Sinfonien von Gustav Mahler als Archetypen dessen, was er „demokratische Sinfonik“ nannte.
Tatsächlich kann angenommen werden, dass Schostakowitsch dies bei der Komposition seiner vierten Sinfonie berücksichtigte. Dass Schostakowitsch mit seinem bevorstehenden Werk Großes vorhatte, legen nicht nur die vielen Gerüchte in Legenden nahe, die im Vorfeld der Komposition entstanden. Noch am 28. Dezember 1934 äußerte Schostakowitsch sich in der Leningrader Prawda selbst über seine künftige Sinfonie:
Dies wird eine monumentale Sache großer Gedanken und großer Leidenschaften sein. Und folglich großer Verantwortung. Viele Jahre trage ich mich damit (…) Der schändliche Tod Sergei Mironowitsch Kirows verpflichtet mich und alle Komponisten, Arbeiten zu schaffen, die seinem Andenken würdig wären. (…) Aber mit vollwertigen Werken auf den „gesellschaftlichen Auftrag“ unserer bemerkenswerten Epoche zu antworten, ihre Trompeter zu sein – dies ist Ehrensache jedes sowjetischen Komponisten.
Halbfertig mit seiner Komposition, wurde der Komponist dann im berüchtigten Leitartikel der Prawda „Chaos statt Musik“ vom 28. Januar 1936 des Formalismus angeprangert. Obwohl er daraufhin um sein Leben fürchten musste arbeitete Schostakowitsch weiter an der Sinfonie und kündigte seinen Kritikern an, dass diese seine vierte Sinfonie das „Credo ihres Komponisten“ sein würde. Dieser Ankündigung folgend erklärte sein bester Freund, der Musikologe Iwan Sollertinski, auf einem Treffen des Komponistenbundes, dass die vierte Sinfonie den Komponisten retten und sie sich als Schostakowitschs „Eroica“ herausstellen würde.
Trotz dieser sehr gefährlichen und schwierigen Zeiten drängte Schostakowitsch weiter mit seinen Plänen, die Sinfonie, sobald es für ihn möglich war, uraufzuführen.
Schließlich wurde die Sinfonie als Auftritt der Sankt Petersburger Philharmoniker angenommen und das Datum der Premiere wurde auf den 30. Dezember 1936 festgesetzt. Dirigieren sollte der damalige Musikdirektor des Orchesters, Fritz Stiedry. Schostakowitsch konnte auch Otto Klemperer zusichern, die Sinfonie zum ersten Mal außerhalb der UdSSR aufzuführen.
Was als Nächstes passierte, bleibt unklar. An einem Punkt während der Probe der vierten Sinfonie der Sankt Petersburger Philharmoniker entschied Schostakowitsch, die Sinfonie zurückzuziehen, mit der Behauptung, er fühle, das Finale würde eine Überarbeitung benötigen. Er sollte später unterschiedliche Erklärungen dafür geben, warum er die vierte Sinfonie zurückzog. In einem Interview in den späten 1950ern erklärte Schostakowitsch, dass er die Sinfonie zurückzog, weil er fühlte, die Sinfonie würde als Ganzes unter einer „Grandiosomanie“ leiden, obwohl es Teile im Werk gab, die ihm gefielen. Noch später sollte er behaupten, dass er die Sinfonie zurückzog, weil Fritz Stiedry während der Probe ein entsetzliches Durcheinander mit der Sinfonie veranstaltete. In den Memoiren Schostakowitschs behauptet der Verfasser Solomon Wolkow sogar, Stiedry hätte dadurch absichtlich versucht, sich von der Sinfonie zu distanzieren.
Im Gegensatz dazu nannte Schostakowitschs Freund Isaak Glikman in seinem 1993 erschienenen Buch Tagebuch einer Freundschaft als wahren Grund, warum die Sinfonie zurückgezogen wurde, den von Parteivorsitzenden ausgeübten Druck auf den Manager der Sankt Petersburger Philharmoniker, die Sinfonie vom Probenplan zu nehmen. Dort schildert er, wie zwei Parteifunktionäre am Abend vor der Generalprobe den philharmonischen Direktor I.M. Renzin aufgesucht haben und ihn zur Einstellung der Proben genötigt haben sollen. Renzin soll daraufhin Schostakowitsch unter vier Augen inständig darum gebeten haben, die Sinfonie selber zurückzuziehen, um sich eine öffentliche Blamage zu ersparen. Glikman verteidigte auch Fritz Stiedrys Musikertum gegen Schostakowitschs Behauptung der Inkompetenz.
Bald nach dem Fiasko rund um den Rückzug der vierten Sinfonie wanderte Fritz Stiedry in die Vereinigten Staaten aus. Stiedry sollte später ein erfolgreicher Hausdirigent für die Metropolitan Opera in New York City sein.
Während der frühen und mittleren 1940er Jahre sehnte sich Schostakowitsch nach der Uraufführung seiner vierten Sinfonie und schrieb eine Reduzierung des Werkes für zwei Klaviere, um die Sinfonie interessierten Musikern zeigen zu können. Schostakowitsch und sein Komponistenkollege Mieczysław Weinberg uraufführten diese Fassung für zwei Klaviere bei einem Treffen des Komponistenbundes 1946. Trotzdem war Schostakowitschs Unternehmung, die orchestrale Version aufzuführen, vergeblich. Die Orchesterpartitur ging schließlich während des Zweiten Weltkrieges verloren.
Als in den frühen 1960ern ein Bibliothekar der Sankt Petersburger Philharmonie die Orchesterstimmen in den Archiven des Orchesters fand, wurde die Partitur Note für Note rekonstruiert. Die vierte Sinfonie wurde dann dem Dirigenten Kirill Kondraschin anvertraut und am 30. Dezember 1961 von den Moskauer Philharmonikern verspätet uraufgeführt. Gennadi Roschdestwenski dirigierte die westliche Uraufführung der vierten Sinfonie 1962 beim Edinburgh Festival.
Die deutsche Erstaufführung erfolgte 1963 in Dresden mit der Dresdner Staatskapelle unter Kirill Kondraschin.

## Inhalt
Kontrovers diskutiert ist die These, dass sich dieses Werk kritisch zur russischen Geschichte, insbesondere zur Machtergreifung Stalins und den Stalinistischen Säuberungen äußert. Dieser Eindruck wird auch durch die implizierte Symbolik der Instrumentation erzeugt – das Fagott (zu dem dem Komponisten eine besondere Nähe nachgesagt wird) als Symbol für Schostakowitsch, während die Posaune als Zeichen Stalins gedeutet werden kann, dazu die militaristische Rhythmik des ersten Satzes als Synonym für den Schrecken oder der Walzerrhythmus Mitte des dritten Satzes, der zur Stimmung des Werkes nicht so recht passen mag und angetrieben von den Posaunen eine fröhliche Situation regelrecht zu erzwingen versucht. Insbesondere die Klimax zum Ende des dritten Satzes, stellvertretend für eine Art Parteitagshymne geltend, erinnert sehr stark an die Schreckensthematik aus dem ersten Satz und kann daher auch nicht als Glorifizierung oder Verherrlichung des Systems oder des Parteiapparates dienen.
Schostakowitsch selbst äußerte sich zu seiner vierten Symphonie in seinen Memoiren (die nicht gänzlich unumstritten sind) wie folgt:
„In der Periode, von der ich schon erzählte, war ich dem Selbstmord nahe. Die Gefahr schreckte mich und ich sah keinen Ausweg. Ich war ganz und gar von Furcht beherrscht, war nicht mehr Herr meines eigenen Lebens. Meine Vergangenheit war ausgestrichen. Meine Arbeit, meine Fähigkeiten – sie wurden nicht mehr gebraucht. Und die Zukunft bot keinen Hoffnungsschimmer. Ich wollte einfach verschwinden. Das war der einzig mögliche Ausweg. Ich dachte mit Erleichterung daran. In dieser kritischen Zeit halfen mir Soschtschenkos Gedanken. Er hielt Selbstmord nicht für eine Geistesverwirrung, sondern für einen im höchsten Grade infantilen Akt, für die Meuterei der niederen Kräfte über die höheren, den vollständigen und endgültigen negativen Sieg... Ich ging aus dieser Krise sogar gestärkt hervor, mit mehr Vertrauen in meine eigenen Kräfte... Auch der schändliche Verrat der Freunde und Bekannten erfüllte mich nicht mehr mit soviel Bitterkeit wie zuvor. Er traf mich nicht mehr persönlich. Ich hatte gelernt, mich von anderen Menschen abzusondern. Das wurde meine Rettung. Einige der neu gewonnenen Erkenntnisse sind in meiner vierten Symphonie enthalten. Vor allem am Schluss. Dort ist alles klar ausgedrückt.“

## Musik

### Besetzung
2 Piccoloflöten, 2 Flöten, 4 Oboen, 1 Es-Klarinette, 4 B-Klarinetten, 3 Fagotte, 1 Kontrafagott, 8 Hörner in F, 4 Trompeten, 3 Posaunen, 2 Tuben, Schlagwerk (Pauken, Tamburin, 2 Becken, große Trommel, kleine Trommel, Xylophon), 2 Harfen, Celesta, Streicher (1./2. Violinen, Violen, Violoncelli, Kontrabässe) 
Das dreisätzige Werk hat eine Dauer von ungefähr einer Stunde:
1. Allegretto, poco moderato – Presto – Tempo uno
2. Moderato, con moto
3. Largo – Allegro

Schostakowitsch verlangt ein immenses Orchester für das Werk mit über einhundert Musikern. Die technischen und emotionalen Anforderungen an die Musiker sind enorm.
Die Sinfonie wird in der Rezeption als von Gustav Mahler stark beeinflusst bezeichnet. Dessen dritte Sinfonie dient Schostakowitsch als Modell für den ersten Satz: „Zu meinem Erstaunen und meiner Freude sehe ich in dem (ersten) Satz, wie im gesamten Werk dasselbe Gerüst, dasselbe Zusammenknüpfen – ohne, dass ich es gewollt, geschweige denn geplant hätte – wie man es bei Mozart findet und, in einer ausgedehnteren und raffinierteren Form, bei Beethoven; es ist dieselbe Idee, die eigentlich mit dem alten Haydn begann. Es muss profunde und ewige Gesetze geben, an die sich Beethoven hielt und die ich als eine Art Bestätigung in meinem Werk sehe.“ Diese von Mahler über seine dritte Sinfonie geschriebenen Worte könnten ebenso gut zum ersten Satz von Schostakowitschs Vierter passen. Was zunächst als unkontrollierte Flut an musikalischen Ideen erscheint, ist bei näherer Betrachtung ein streng organisierter, aber einzigartig ausgeführter Satz in Sonatenhauptsatzform. Nur drei Themen dienen als Gerüst für den ersten Satz.

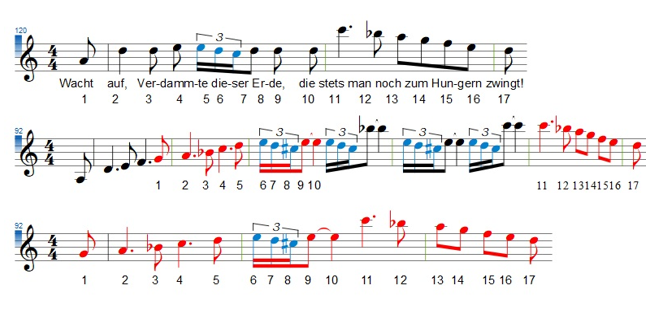
Verstecktes Zitat der Internationale

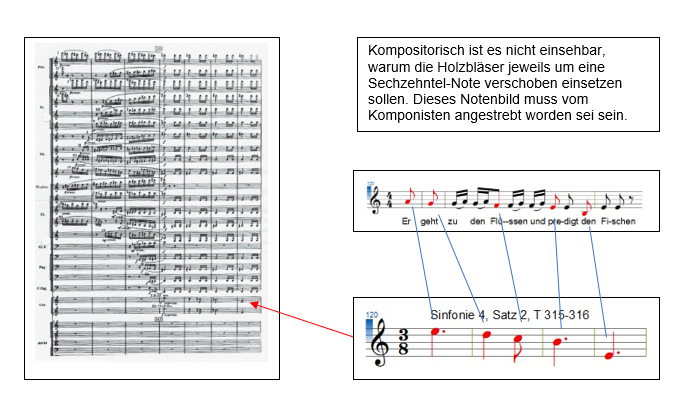
Notenbild in Form einer Nase und Zitat von Mahlers Fischpredigt

Einer der bemerkenswertesten Bestandteile des ersten Satzes ist ein furioses Presto fugato für die Streicher, das schließlich das gesamte Orchester erfasst und in einem schubartigen fünffachen Forte tutti seinen Höhepunkt erreicht. Noch bemerkenswerter aber ist das versteckte Zitat der „Internationale“, die mit den 17 Silben von „Wacht auf, Verdammte dieser Erde, die stets man noch zum Hungern zwingt“ in den Takten 25 bis 30 enthalten ist. Aber erst der Rückbezug der Grafik auf Seite 122 der Sikorski-Partitur enthüllt die eigentliche Aussage. Das Notenbild dieser Partiturseite im zweiten Satz stellt deutlich eine Nase dar. Sie muss von Schostakowitsch vorsätzlich so gestaltet worden sein, denn es gibt keinen musikalischen Grund, die Holzbläser um einen Sechzehntel verschoben einsetzen zu lassen. Ganz unten, dort wo sich der „Mund“ befindet, setzt ein absteigendes Fünfton-Motiv ein, das schon etwa 200 Takte früher als verstecktes Zitat von Gustav Mahlers Fischpredigt-Zeile „Er geht zu den Flüssen und predigt den Fischen“ betrachtet werden muss. Hier wird es wieder mehrfach verwendet und als höhnisch klingende Grandioso-Variante eingesetzt, bevor es in monotones Schlagzeug-Geklapper ausleiert. (Das Motiv wird auch im ersten und dritten Satz der 5. Sinfonie verwendet.) Die Nase aber verweist auf den ersten Satz zurück, auf die „Internationale“. 
Die Quintessenz dieses Bezugs: Deren Predigt ist völlig unnütz. Diese Botschaft mag einer der Gründe für Schostakowitsch gewesen sein, den befohlenen Rückzug seiner Sinfonie kurz vor der Uraufführung zu akzeptieren. Dieser Bezug hätte lebensgefährlich sein können, hätte jemand dies damals entdeckt.
Der dritte und letzte Satz ist wohl eine von Schostakowitschs komplexesten und bizarresten sinfonischen Schöpfungen. Ein Trauermarsch beginnt den Satz. Dieser führt in eine heftige Toccata, die sich mehrfach zu einer Art groteskem Divertimento hinwendet, das ein bekanntes Solo für Posaune beinahe cartoon-artiger Fröhlichkeit beinhaltet. Das Divertimento macht Platz für eine brutale Choralreminiszenz der Coda von Gawriil Popows Erster Sinfonie. Sie erreicht eine ohrenbetäubende Klimax, als der Trauermarsch vom Satzbeginn wieder auftaucht, die Musik schließlich macht der todesangehauchten Coda Platz. Mit Echos aus Tschaikowskis Pathethique und Gustav Mahlers Das Lied von der Erde pulsiert die Sinfonie schließlich morendo in die Dunkelheit auf einem kahlen c-Moll-Orgelpunkt.

## Aufnahmen
Aufnahmen des Werkes sind u. a.:
- Moskauer Philharmonisches Orchester|Moskauer Philharmoniker/Kirill Kondraschin (Melodiya)
- Sächsische Staatskapelle Dresden/Kirill Kondraschin (Profil)
- Orchester des Bolschoi-Theaters/Gennadi Roschdestwenski (Russian Disc)
- Sinfonieorchester des Kultusministeriums der UdSSR/Gennadi Roschdestwenski (Melodiya)
- Philadelphia Orchestra/Eugene Ormandy (Sony)
- City of Birmingham Symphony Orchestra/Sir Simon Rattle (EMI)
- Kirow-Orchester/Waleri Gergijew (Philips)
- WDR Sinfonieorchester Köln/Semjon Bytschkow (Avie)
- SWR Sinfonieorchester Stuttgart/Andrey Boreyko (Haenssler classic)
- Symphonieorchester des Bayerischen Rundfunks/Mariss Jansons (EMI)
- Royal Scottish National Orchestra/Neeme Järvi (Chandos)
- Gürzenich-Orchester/Dmitri Kitajenko (Capriccio)
- Philadelphia Orchestra/Chung Myung-whun (Deutsche Grammophon)
- Chicago Symphony Orchestra/André Previn (EMI)
- London Philharmonic Orchestra/Bernard Haitink (Decca)
- St. Louis Symphony Orchestra/Leonard Slatkin (RCA/BMG)
- Prager Sinfoniker/Maxim Schostakowitsch (Supraphon)
- Royal Philharmonic Orchestra/Wladimir Aschkenasi (Decca)
- Radio-Sinfonieorchester Leipzig/Herbert Kegel (Weitblick)
- Colin Stone und Rustem Hairudinoff, Pianisten (Arrangement für zwei Klaviere) (Decca)
- WDR Sinfonieorchester Köln/Rudolf Barshai (Brilliant Classics)
- Royal Liverpool Philharmonic Orchestra/Wasili Petrenko (Naxos)
- Los Angeles Philharmonic/Esa-Pekka Salonen (Deutsche Grammophon)
- National Symphony Orchestra, Washington D.C./Mstislaw Rostropowitsch (Andante)
- Verdi Sinfonieorchester Mailand/Oleg Caetani (Arts)
- Russisches Nationalorchester/Michail Pletnjow (Pentatone)

Die beiden letzten Aufnahmen beinhalten auch Aufführungen der erhaltenen, ursprünglichen Skizzen des ersten Satzes der vierten Sinfonie.